# Intervention von Shimonoseki

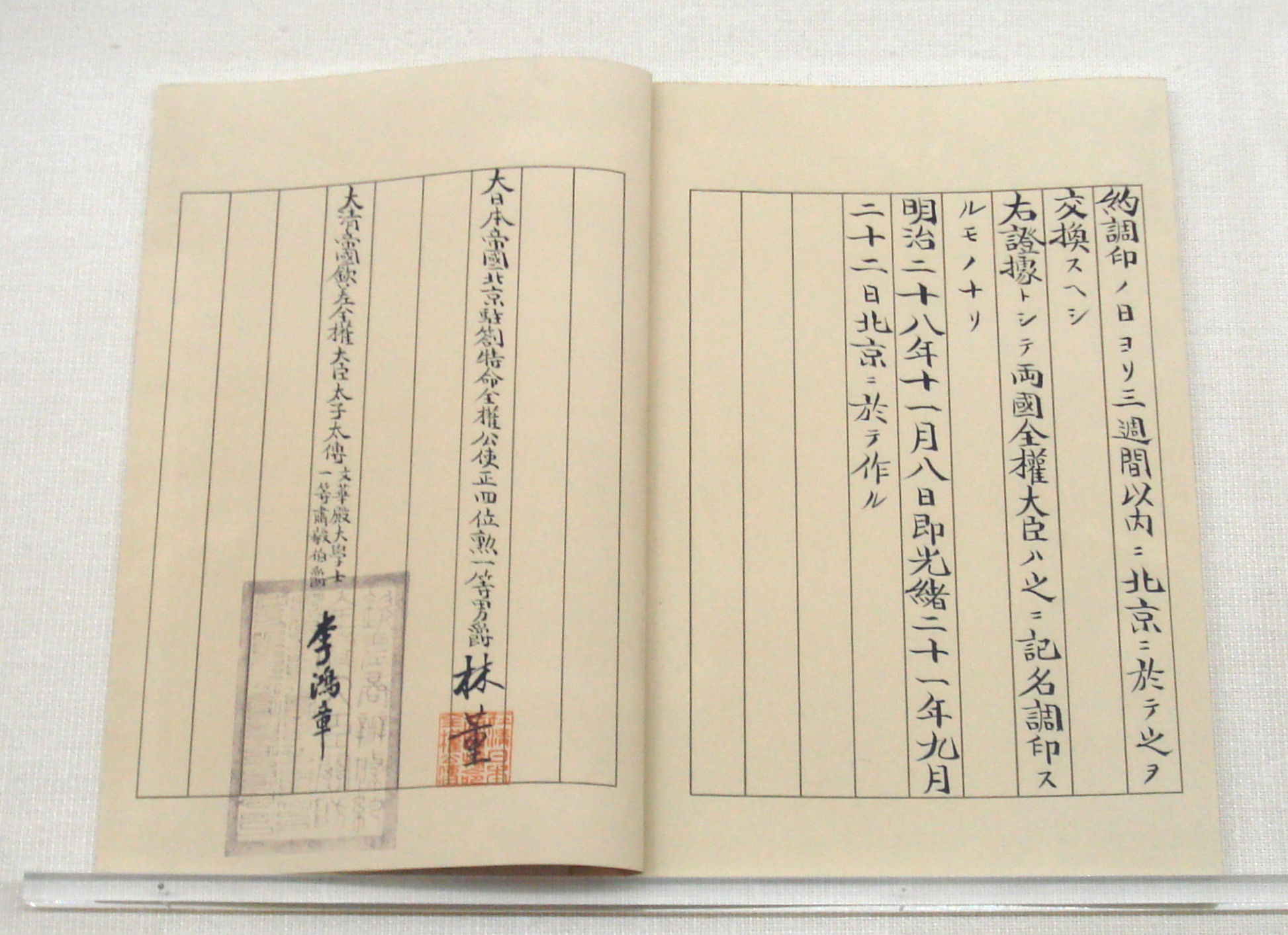
Übereinkommen der Rückgabe der Liaodong-Halbinsel vom 8. November 1895

Die Tripel-Intervention oder Intervention von Shimonoseki war eine gemeinsame Intervention Russlands, des Deutschen Reichs und Frankreichs im Jahr 1895 mit dem Ziel, Japan zur Rückgabe der Halbinsel Liaodong an China zu drängen. Das Kaiserreich China hatte nach dem  Chinesisch-Japanischen Krieg von 1894/95 im Friedensvertrag von Shimonoseki die Halbinsel an Japan abgetreten. Am 23. April 1895 suchten die drei Gesandten Russlands, Frankreichs und des Deutschen Reichs (vertreten durch den Gesandten Felix von Gutschmid) das japanische Außenministerium auf und gaben drei gleichlautende Erklärungen ab, in denen Japan der „freundliche Rat“ erteilt wurde, die Halbinsel wieder an China zurückzugeben. Japan sah sich gezwungen diesem „Rat“, der letztlich eine kaum verhohlene Drohung war, auf Seiten Chinas zu intervenieren, zu folgen, da es keine Möglichkeit sah, den drei Großmächten zu widerstehen. Für Japan bedeutete die Intervention eine diplomatische Demütigung, und in den folgenden Jahren unternahm es verstärkte Rüstungsanstrengungen, um sich auf einen möglichen Konflikt mit einer der europäischen Mächte vorzubereiten.

## Die Absichten der Großmächte

### Russland
Russland zielte damals in seiner Ostasienpolitik vor allem darauf, einen eisfreien Seehafen am Pazifik zu erlangen. Das russische Interesse lag weiterhin in der Verhinderung des japanischen Ausbreitens auf dem asiatischen Kontinent. Russland fand es zuerst nicht problematisch, dass Japan Teile Chinas besetzt, wenn es die Unabhängigkeit Koreas anerkennt. Aber der russische Finanzminister Sergei Witte wollte japanischen Festlandserwerb verhindern, bewirkte eine Verstärkung der russischen Flotte in Fernost
und entschied sich für eine Teilnahme Russlands an einer Intervention.

### Deutsches Reich
Das Deutsche Reich strebte damals ebenfalls nach einem Stützpunkt im Fernen Osten. Obwohl das Reich am 6. April 1895 Japan eine Botschaft übermittelt hatte, gemäß der es die Friedensbedingungen anerkannte, schlugen Kanzler Hohenlohe-Schillingfürst und Außenminister Bieberstein die Zusammenarbeit mit anderen Großmächten hinsichtlich einer Intervention gegen japanischen Territorialerwerb auf dem Festland vor. Kaiser Wilhelm II. stimmte den Berichten des deutschen Gesandten in China am 8. April zu, der eine deutsche Teilnahme an einer Intervention forderte. Nach dem Bericht sollte die Zusammenarbeit mit Russland dem Deutschen Reich eine Möglichkeit bringen, von China die Konzession eines Flottenstützpunktes zu erreichen. Weitere Gründe für eine Teilnahme des Deutschen Reiches an der Intervention waren die Verhinderung einer weiteren russisch-französischen Wiederannäherung, die Ablenkung Russlands von Europa in den Fernen Osten sowie die Angst vor einer „Gelben Gefahr“.

### Frankreich
Für Frankreich war die Kooperation zwischen Russland und dem Deutschen Reich willkommen. Frankreich hatte 1894 einen Bündnisvertrag mit Russland geschlossen, weshalb es sich an der Intervention ebenfalls beteiligte.

### Andere Großmächte
Großbritannien, dem Russland und das Deutsche Reich die Teilnahme an der Intervention vorschlugen, lehnte eine Teilnahme wegen der öffentlichen Meinung ab. Die USA waren ebenfalls japanfreundlich und blieben neutral.

## Diplomatische Note
In den von den drei Botschaftern am 23. April 1895 überreichten Noten wurde Japan der „freundliche Rat“ erteilt, auf die Annexion der Halbinsel Liaodong zu verzichten, „da der Besitz der Liaodong-Halbinsel, die durch Japan beansprucht wird, eine ständige Bedrohung der Hauptstadt Chinas [Peking] darstelle und zur gleichen Zeit eine Unabhängigkeit Koreas illusionär erscheinen ließe, und somit ein permanentes Hindernis für einen Frieden in Fernost darstelle.“

## Reaktionen Japans
Angesichts einer drohenden Intervention versuchte der japanische Regierungschef Itō Hirobumi, eine Konferenz mit den Großmächten einzuberufen. Jedoch widersprach Außenminister Mutsu Munemitsu dem Vorschlag Itōs, da er eine noch weitergehende Intervention befürchtete. Letztlich nahm Japan am 4. Mai den „Rat“ der drei Mächte an, denn es konnte nicht auf aktive Unterstützung der USA und Großbritanniens hoffen.
Japan hatte spätestens seit 1863 geglaubt, gute Beziehungen zu den westlichen Großmächten zu haben; es wurde von der 'Triple Intervention' überrascht.  Dies diskreditierte in der japanischen Öffentlichkeit Vorstellungen von internationaler Harmonie und ließ an ihre Stelle Ideologien heroischer Anstrengung und Kampfbereitschaft treten.
In den folgenden Jahren rüstete Japan seine Streitkräfte kontinuierlich auf.

## Ergebnis
Die Großmächte erhielten in den nächsten Jahren von China im Zuge „ungleicher Verträge“ kleinere Territorien als Pachtgebiete. Das Deutsche Reich „pachtete“ Kiautschou mit der Stadt Tsingtau auf der Shandong-Halbinsel und Russland das auf der Liaodong-Halbinsel liegende Port Arthur. Russland begann zudem die koloniale Durchdringung der Mandschurei mittels der Ostchinesischen Eisenbahn. Weitere Gebiete kamen mit Weihai an Großbritannien und die Region Zhanjiang in Guangdong sicherte sich Frankreich.